# Jan Tomasz Łychowski
Jan Tomasz Łychowski herbu Jasieńczyk (zm. przed 2 lutego 1651 roku) – podkomorzy bełski od 1650 roku, chorąży bełski w latach 1649-1650, podstoli bełski w latach 1643-1649, rotmistrz wojska powiatowego województwa bełskiego w 1648 roku.
Poseł na sejm 1639 roku, sejm 1647 roku.  Poseł na sejm koronacyjny 1649 roku z województwa bełskiego]. 